# يرقص مع الذئاب (فلم)
 يرقص مع الذئاب (بالإنجليزية: Dances with Wolves) هو فيلم أمريكي أنتج عام 1990 من إخراج وإنتاج وبطولة كيفين كوستنر ويشاركه البطولة ماري ماكدونيل وغراهام غرين. الفيلم هو اقتباس من كتاب مايكل بليك الذي صدر عام 1988 ويحمل نفس الاسم، تدور أحداثه في عهد الحرب الأهلية الأمريكية، ويحكي قصة ملازم في جيش الاتحاد يسافر إلى الحدود الأمريكية نحو موقع عسكري نائي، ويقابل مجموعة من هنود اللاكوتا.
وضع كوستنر ميزانية أولية للفيلم قدرها 15 مليون دولار. وامتلك الفيلم أهمية إنتاجية عالية وفاز بسبع جوائز أوسكار منها أفضل فيلم، وجائزة غولدن غلوب لأفضل فيلم درامي. أغلب الحوار تم بلغة لاكوتا مع ترجمة باللغة الإنجليزية. تم تصوير الفيلم في داكوتا الجنوبية ووايومنغ، وترجم من قبل ألبرت وايتهات، رئيس قسم الدراسات لاكوتا في جامعة سينتي غليسكا.
ينسب للفيلم دوره الرائد في إعادة إحياء أفلام الوسترن في هوليوود. اختير الفيلم في عام 2007 ليُحفظ في سجل الأفلام الوطنية الأمريكي من قبل مكتبة الكونغرس لما له من «أهمية ثقافية وتاريخية وجمالية».

## وصلات خارجية
- مقالات تستعمل روابط فنية بلا صلة مع ويكي بيانات